# Endeavour

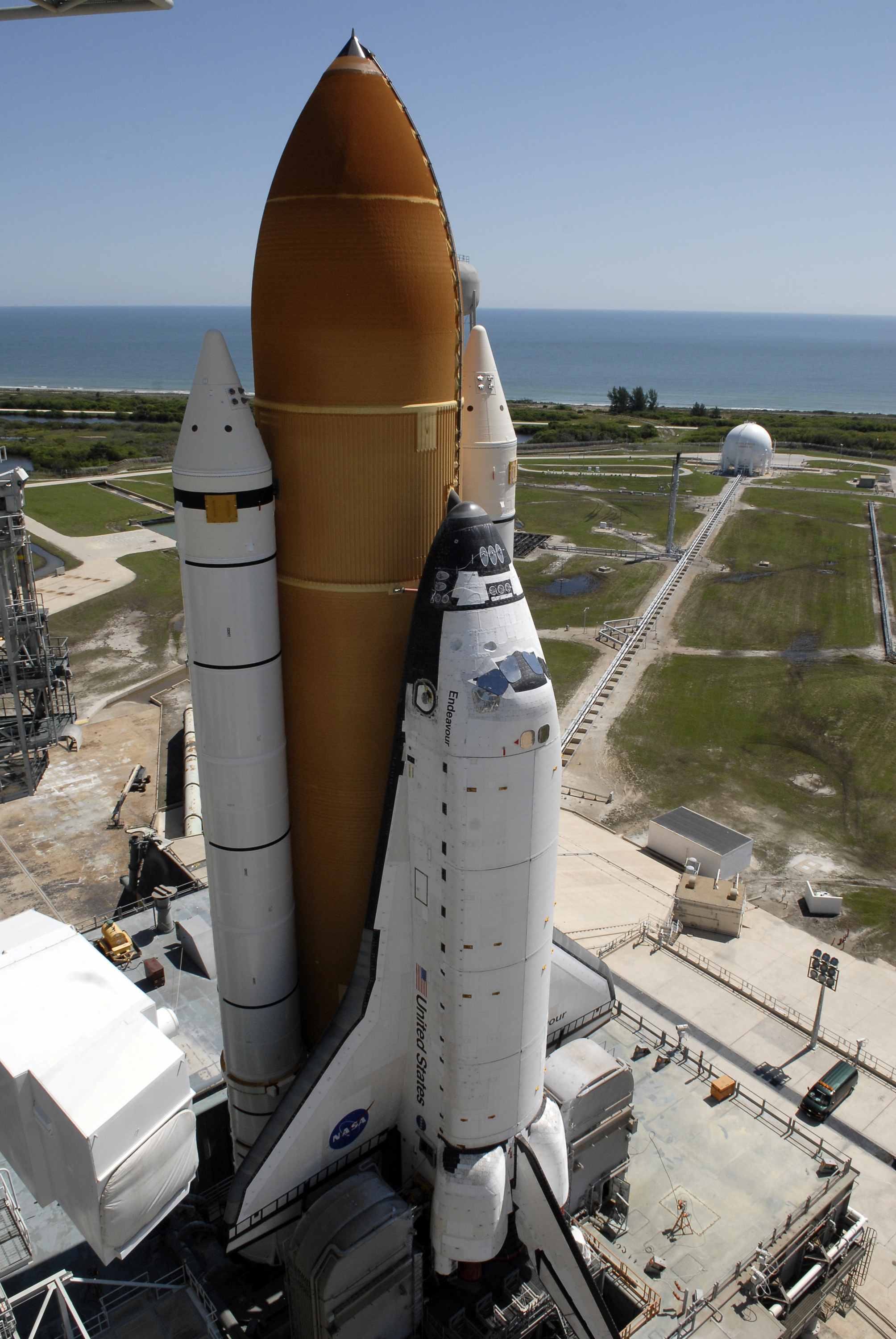
Endeavour na stanowisku w Cape Canaveral, 31 maja 2009

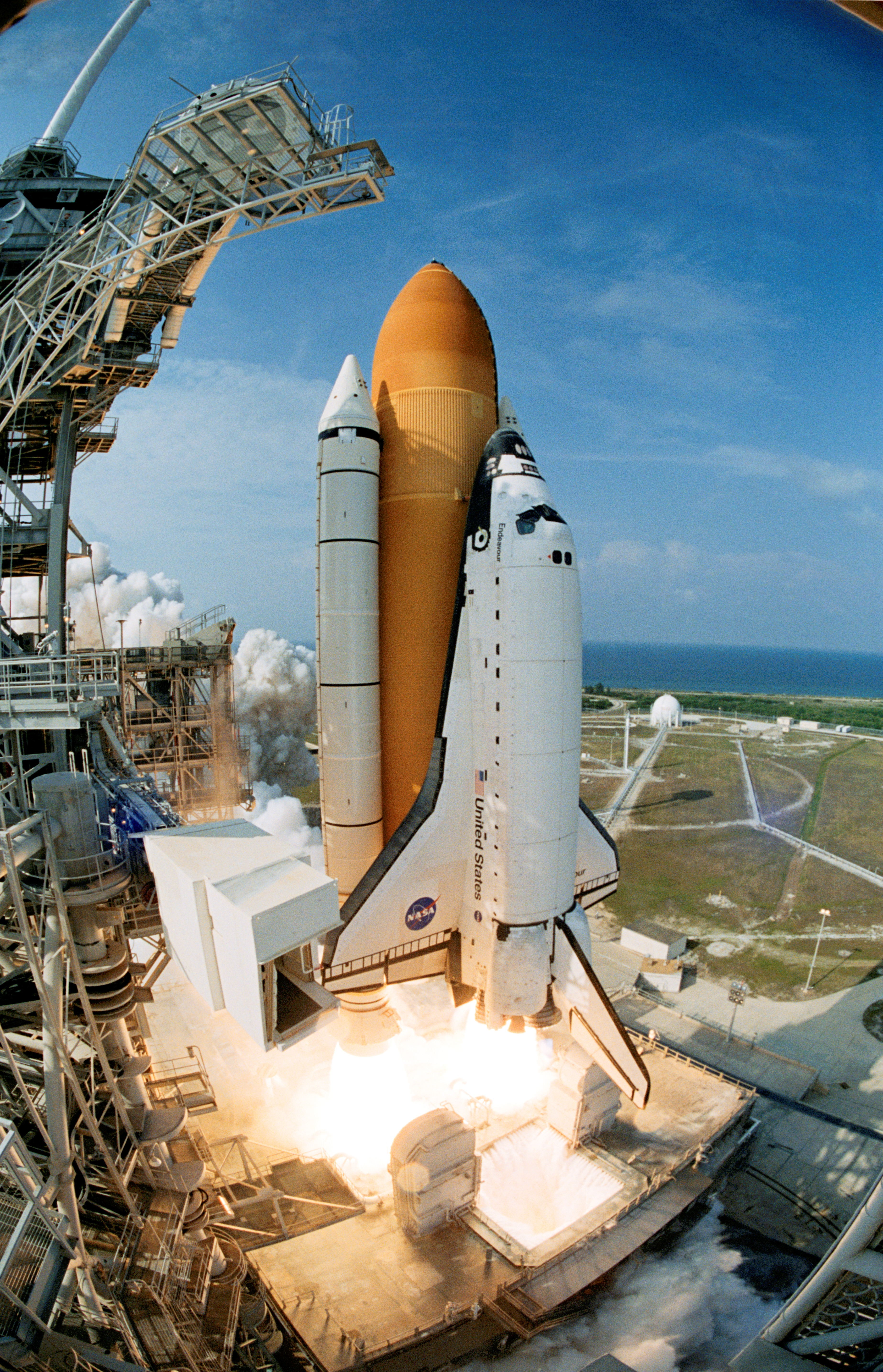
Endeavour podczas startu

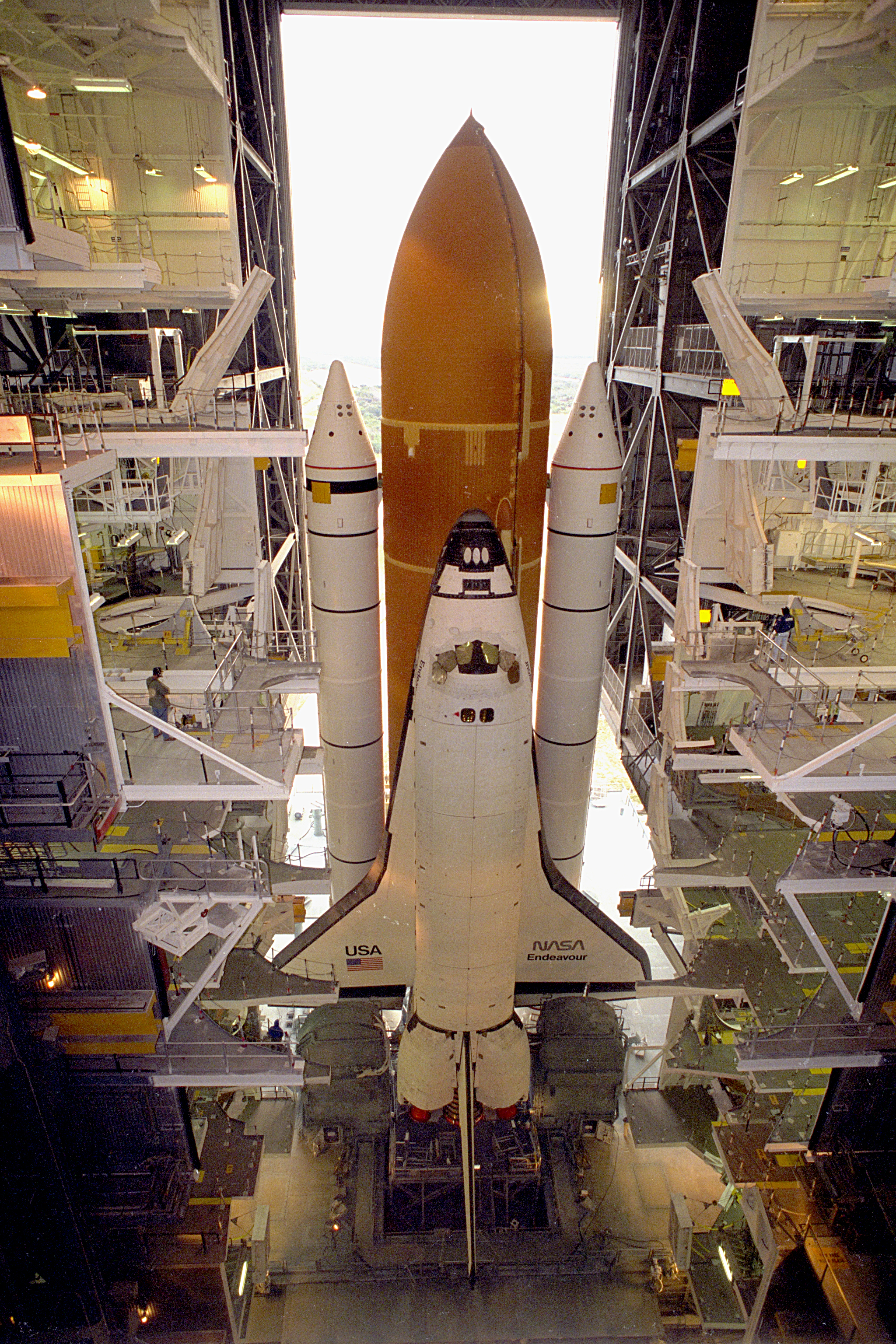
STS-67

Endeavour – ostatni, piąty prom kosmiczny zbudowany przez NASA, oznaczony symbolem OV-105. Został zbudowany w celu zastąpienia wahadłowca Challenger, głównie z części zamiennych.
Od grudnia 2002 roku Endeavour przechodził okres gruntownych modyfikacji (ang. Orbiter Major Modification – OMM), który zakończył się w lecie 2006 roku.
1 czerwca 2011 roku prom Endeavour zakończył swój ostatni lot i planowo został wyłączony z eksploatacji.

## Nazwa
Nazwa orbitera pochodzi od jednego z okrętów Jamesa Cooka – „Endeavour”. Upamiętnia on także Endeavour, moduł dowodzenia misji Apollo 15. Samo słowo endeavour oznacza w języku angielskim podejście, wysiłek lub ambitną próbę.
Nazwa, jako pierwsza w historii NASA, została wybrana w ogólnokrajowym plebiscycie. Uczniowie szkół podstawowych i średnich zostali poproszeni o wybranie nazwy spośród nazw okrętów morskich prowadzących badania naukowe bądź eksploracyjne. W maju 1989 roku prezydent George H.W. Bush ogłosił, że w konkursie zwyciężyła nazwa Endeavour.

## Ważniejsze daty
| Data             | Wydarzenie                                             |
| ---------------- | ------------------------------------------------------ |
| 15 lutego 1982   | Rozpoczęcie montażu modułu załogi                      |
| 31 lipca 1987    | Zawarcie kontraktu na konstrukcję                      |
| 1 sierpnia 1987  | Rozpoczęcie ostatecznego montażu                       |
| 28 września 1987 | Rozpoczęcie montażu części rufowej kadłuba             |
| 22 grudnia 1987  | Do Palmdale docierają skrzydła od Grummana             |
| 6 lipca 1990     | Zakończenie ostatecznego montażu                       |
| 25 kwietnia 1991 | Wytoczenie z Palmdale                                  |
| 7 maja 1991      | Dostarczenie do Kennedy Space Center                   |
| 6 kwietnia 1992  | Decyzja o gotowości do lotu                            |
| 7 maja 1992      | Pierwszy lot (STS-49)                                  |
| 4 grudnia 1998   | Pierwsza misja montażowa ISS – Unity (Node 1) (STS-88) |
| 8 sierpnia 2007  | Pierwszy lot po pięcioletniej przerwie (STS-118)       |
| 16 maja 2011     | Ostatni lot (STS-134)                                  |

## Udoskonalenia
Oprócz części zamiennych starszych promów, do konstrukcji orbitera Endeavour wykorzystano wiele nowego oprzyrządowania, zaprojektowanego w celu zwiększenia jego możliwości. Większość tych instrumentów została później włączona do trzech pozostałych promów w czasie ich napraw i modyfikacji.
Modyfikacje Endeavour to między innymi:
- 20-metrowy spadochron hamujący, skracający długość toru hamowania o 500 metrów
- zaktualizowany system awioniki, który zawiera zaawansowane komputery ogólnego przeznaczenia, ulepszone jednostki pomiarów bezwładnościowych i taktyczne systemy nawigacji powietrznej, poprawione kontrolery zdarzeń i multipleksery-demultipleksery, system śledzenia gwiazd
- poprawione mechanizmy sterowania kołem dziobowym
- poprawiona wersja Zewnętrznych Jednostek Zasilania, które dostarczają energię niezbędną do działania systemów hydraulicznych promu
- zainstalowana zewnętrzna śluza, używana do dokowania w Międzynarodowej Stacji Kosmicznej
- wstępnie wyposażony jako pierwszy orbiter o przedłużonym czasie misji, lecz podczas okresu serwisowego udoskonalenia te zostały zdemontowane w celu zmniejszenia masy przy misjach na ISS
- instalacja systemu chłodzenia w celu schłodzenia modułu logistycznego niskiego ciśnienia (ang. Mini-Pressurized Logistcs Module – MPLM)
- ogólne zmniejszenie masy w celu zwiększenia możliwości transportowych
- rekonstrukcja skrzydeł w celu umożliwienia transportu cięższego ładunku
- ponad sto innych modyfikacji w czasie pierwszego okresu serwisowego

## Misje
Prom kosmiczny Endeavour wykonał 25 lotów. Spędził ponad 296 dni w kosmosie, pokonał dystans 4671 orbit, przeleciał 197 761 197 km. Liczba astronautów: 148, liczba misji do stacji Mir: 1 oraz 12 misji do stacji ISS. 
| Lp. | Dzień        | Rok  | Misja   | Załoga | Uwagi |
| --- | ------------ | ---- | ------- | --- | --- |
| 1.  | 7 maja       | 1992 | STS-49  | Brandenstein, Chilton, Melnick, Akers, Hieb, Thuot, Thornton                                                                      | Odzyskanie i ponowne wypuszczenie satelity Intelsat VI. Pierwszy trzyosobowy spacer kosmiczny i najdłuższy spacer od czasów Apollo 17 |
| 2.  | 12 września  | 1992 | STS-47  | Gibson, Brown, Lee, Davis, Apt, Jemison, Mōri                                                                                     | Misja J na Spacelab |
| 3.  | 13 stycznia  | 1993 | STS-54  | Casper, McMonagle, Harbaugh, Runco, Helms                                                                                         | Wypuszczenie TDRS-F |
| 4.  | 21 czerwca   | 1993 | STS-57  | Grabe, Duffy, Low, Sherlock, Voss, Wisoff                                                                                         | Eksperymenty na Spacelab. Odzyskanie European Retrievable Carrier |
| 5.  | 2 grudnia    | 1993 | STS-61  | Covey, Bowersox, Musgrave, Hoffman, Thornton, Akers, Nicollier                                                                    | Pierwsza naprawa teleskopu Hubble'a |
| 6.  | 9 kwietnia   | 1994 | STS-59  | Gutierrez, Chilton, Godwin, Apt, Clifford, Jones                                                                                  | Eksperymenty na Kosmicznym Laboratorium Radarowym |
| 7.  | 30 września  | 1994 | STS-68  | Baker, Wilcutt, Jones, Bursch, Wisoff, Smith                                                                                      | Eksperymenty na Kosmicznym Laboratorium Radarowym |
| 8.  | 2 marca      | 1995 | STS-67  | Oswald, Gregory, Jernigan, Lawrence, Grunsfeld, Durrance, Parise                                                                  | Eksperymenty Astro-2 na Spacelab |
| 9.  | 7 września   | 1995 | STS-69  | Walker, Cockrell, Voss, Newman, Gernhardt                                                                                         | Eksperymenty z Wake Shield Facility |
| 10. | 11 stycznia  | 1996 | STS-72  | Duffy, Jett, Barry, Chiao, Scott, Wakata                                                                                          | Odzyskanie japońskiego Space Flyer Unit |
| 11. | 19 maja      | 1996 | STS-77  | Casper, Brown, Thomas, Bursch, Runco, Garheau                                                                                     | Eksperymenty na Spacelab |
| 12. | 22 stycznia  | 1998 | STS-89  | Wilcutt, Edwards, Anderson, Dunbar, Reilly, Sharipov wejście na Mir- Thomas zejście z Mir- Wolf                                   | Połączenie ze stacją orbitalną Mir, wymiana astronautów |
| 13. | 4 grudnia    | 1998 | STS-88  | Cabana, Sturckow, Currie, Ross, Newman, Krikalev                                                                                  | Budowa Międzynarodowej Stacji Kosmicznej |
| 14. | 11 lutego    | 2000 | STS-99  | Kregel, Gorie, Kavandi, Voss, Mōri, Thiele                                                                                        | Eksperymenty z topografią radarową |
| 15. | 30 listopada | 2000 | STS-97  | Jett, Bloomfield, Tanner, Noriega, Garneau                                                                                        | Budowa Międzynarodowej Stacji Kosmicznej |
| 16. | 19 kwietnia  | 2001 | STS-100 | Rominger, Ashby, Hadfield, Parazynski, Phillips, Lonchakov, Guidoni                                                               | Budowa Międzynarodowej Stacji Kosmicznej |
| 17. | 5 grudnia    | 2001 | STS-108 | Gorie, Kelly, Godwin, Tani wejście na MSK- Onufriyenko, Walz, Bursch zejście z MSK- Culbertson, Tyurin, Dezhurov                  | Połączenie z Międzynarodową Stacją Kosmiczną, wymiana astronautów |
| 18. | 5 czerwca    | 2002 | STS-111 | Cockrell, Lockhart, Chang-Diaz, Perrin wejście na MSK- Korzun, Whitson, Treschev zejście z MSK- Onufrienko, Bursch, Walz          | Połączenie z Międzynarodową Stacją Kosmiczną, wymiana astronautów |
| 19. | 23 listopada | 2002 | STS-113 | Wetherbee, Lockhart, Lopez-Alegria, Herrington wejście na MSK- Bowersox, Pettit, Budarin zejście z MSK- Korzun, Whitson, Treschev | Budowa Międzynarodowej Stacji Kosmicznej, wymiana astronautów |
| 20. | 8 sierpnia   | 2007 | STS-118 | Kelly, Hobaugh, Williams, Morgan, Mastracchio, Caldwell, Drew                                                                     | Budowa Międzynarodowej Stacji Kosmicznej |
| 21. | 11 marca     | 2008 | STS-123 | Gorie, Johnson, Linnehan, Behnken, Foreman, Doi wejście na MSK- Reisman zejście z MSK- Eyharts                                    | Budowa Międzynarodowej Stacji Kosmicznej |
| 22. | 14 listopada | 2008 | STS-126 | Ferguson, Boe, Bowen, Kimbrough, Stefanyshyn-Piper, Pettit wejście na MSK- Magnus zejście z MSK- Chamitoff                        | Doposażenie i naprawa elementów Międzynarodowej Stacji Kosmicznej, wymiana astronautów |
| 23. | 16 lipca     | 2009 | STS-127 | Polansky, Hurley, Cassidy, Marshburn, Wolf, Payette wejście na MSK- Kopra zejście z MSK- Wakata                                   | Instalacja ostatniej części japońskiego laboratorium naukowego Kibō, wymiana baterii słonecznych, dostawa części zamiennych |
| 24. | 8 lutego     | 2010 | STS-130 | Zamka, Virts, Behnken, Hire, Patrick, Robinson                                                                                    | Instalacja łącznika Node 3 i kopuły obserwacyjnej Cupola. |
| 25. | 16 maja      | 2011 | STS-134 | Mark Kelly, Gregory Johnson, Michael Fincke, Gregory Chamitoff, Andrew Feustel, Roberto Vittori                                   | Misja rozbudowy Międzynarodowej Stacji Kosmicznej. Jej celem było dostarczenie spektrometru AMS-02 i bezciśnieniowej platformy ładunkowej ELC-3 na stację kosmiczną. Ostatnia misja promu Endeavour. Początkowo planowana jako ostatni lot w programie promów kosmicznych; ostatecznie zaplanowano jeszcze jeden lot promu Atlantis w czerwcu 2011 roku. |